# Casa à Rua das Palmeiras, 55

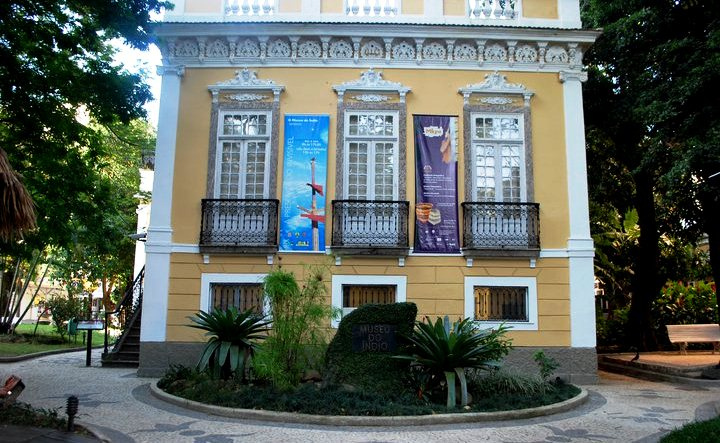
Museu do índio - RJ

A Casa à Rua das Palmeiras, 55, atualmente Museu do Índio, é um casarão de arquitetura colonial localizado na cidade Rio de Janeiro-RJ.

## História
A Casa à Rua das Palmeiras, 55 abriga atualmente o Museu do Índio, localizada no bairro de Botafogo, na cidade do Rio de Janeiro-RJ, é parte integrante de um conjunto residencial, característico de uma época, constituído por mais dois outros, são eles: Casa à Rua das Palmeiras, 35 e Casa à Rua Sorocaba, 200, esse último faz limite com os outros dois pelos fundos.
O edifício foi tombado pelo IPHAN – Instituto do Patrimônio Histórico e Artístico Nacional por sua importância arquitetônica, histórica e cultural em 27 de fevereiro de 1967.